# Округ Клакамас (Орегон)
Клакамас (енгл. Clackamas County) је округ у америчкој савезној држави Орегон.

## Демографија
По попису из 2010. године број становника је 375.992, што је 37.601 (11,1%) становника више него 2000. године.
| Група             | 2000.           | 2010.           |
| Белци             | 301.548 (89,1%) | 317.648 (84,5%) |
| Афроамериканци    | 2.233 (0,7%)    | 3.082 (0,8%)    |
| Азијати           | 8.292 (2,5%)    | 13.729 (3,7%)   |
| Хиспаноамериканци | 16.744 (4,9%)   | 29.138 (7,7%)   |
| Укупно            | 338.391         | 375.992         |